# Tarzan et les Amazones
Pour les articles homonymes, voir Tarzan (homonymie).
Série
Le Mystère de Tarzan Tarzan et la Femme léopard
Pour plus de détails, voir Fiche technique et Distribution.
Tarzan et les Amazones (Tarzan and the Amazons) est un film américain réalisé par Kurt Neumann et sorti en 1945.

## Synopsis
Tarzan sauve une jeune Amazone des griffes d'une panthère, sous les yeux de Boy et de Cheeta. Il la ramène dans la cité perdue de son peuple, endroit qu'il est le seul à connaître. Mais Boy l'a suivi et découvre ce site merveilleux. Jane revient d'Angleterre, accompagnée d'un groupe de savants dirigé par Sir Guy Henderson. Un bracelet en or pur, perdu par l'Amazone, tombe entre leurs mains. Si Henderson n'est là que pour observer des civilisations disparues, d'autres membres de l'expédition se montrent plus cupides. Jane est chargée de convaincre Tarzan de leur montrer le chemin de la cité. Mais ce dernier refuse.

## Fiche technique
- Titre : Tarzan et les Amazones
- Titre original : Tarzan and the Amazons
- Réalisation : Kurt Neumann
- Scénario : John Jacoby, Marjorie L. Pfaelzer, d'après les personnages créés par Edgar Rice Burroughs
- Chef opérateur : Archie Stout
- Musique : Paul Sawtell
- Direction artistique : Walter Koessler
- Production : Sol Lesser, Kurt Neumann
- Distribution : RKO Pictures
- Genre : Aventure
- Durée : 76 minutes
- Date de sortie :
  - États-Unis : 29 avril 1945
- Affiche : Boris Grinsson (France)

## Distribution
- Johnny Weissmuller (VF : Raymond Loyer) : Tarzan
- Brenda Joyce : Jane
- Johnny Sheffield (VF : Bernard Gille) : Boy
- Henry Stephenson : Sir Guy Henderson
- Maria Ouspenskaïa : la prêtresse des Amazones
- Barton MacLane : Ballister
- Donald Douglas : Anders
- Steven Geray : Brenner
- J.M. Kerrigan : Splivens
- Shirley O'Hara : Athena
- Frederic Brunn : LaTour
- Frank Darien : Dinghy Skipper
- Margery Fife : une Amazone
- Christine Forsyth : une Amazone
- Margery Marston : une Amazone
- Lionel Royce : Basov

## Autour du film
Le film est cité lors d'une enquête dans le jeu-vidéo L.A Noire.